# Верхня Лукавиця
Ве́рхня Лука́виця — село в Україні, у Стрийському районі Львівської області. Населення становить 383 осіб. Орган місцевого самоврядування — Моршинська міська громада.

## Політика

### Парламентські вибори, 2019
На позачергових парламентських виборах 2019 року у селі функціонувала окрема виборча дільниця № 461453, розташована у приміщенні будинку культури.
Результати
- зареєстровано 293 виборці, явка 77,82%, найбільше голосів віддано за «Слугу народу» — 30,70%, за Всеукраїнське об'єднання «Свобода» — 14,04%, за Всеукраїнське об'єднання «Батьківщина» — 13,16%.[1] В одномандатному окрузі найбільше голосів отримав Володимир Наконечний (Слуга народу) — 23,68%, за Андрія Гергерта (Всеукраїнське об'єднання «Свобода») — 20,18%, за Андрія Кота (самовисування) — 17,11%[2].

## Відомі особистості
В поселенні народились:
- Вергановський Володимир Йосипович (1876—1946) — український правознавець, доктор юридичних наук і професор з 1940, дійсний член НТШ у Львові.
- Тарнавська Розалія (1932—2020) — українська поетеса і громадська діячка.